# Friedrich Ludwig Æmilius Kunzen
Friedrich Ludwig Æmilius Kunzen (Lübeck, 24 settembre 1761 – Copenaghen, 28 gennaio 1817) è stato un compositore e direttore d'orchestra tedesco, che visse e lavorò per la maggior parte della sua vita in Danimarca.

## Biografia
Nacque a Lubecca, dove il padre, Adolph Carl Kunzen, era stato organista e suo nonno, Johann Paul Kunzen (1696-1757), aveva composto per l'Opera di Amburgo nel 1720. Nel 1781 iniziò a studiare legge a Kiel, ma il suo vero amore era la musica e nel 1784, incoraggiato dal compositore Johann Abraham Peter Schulz, si trasferì a Copenaghen per intraprendere una carriera musicale.
Si esibì come pianista a corte e nei circoli, e ed negli anni successivi ebbe successo con una cantata in memoria del Conte Otto Thotta e con una musica per il matrimonio della principessa ereditaria Luisa Augusta con Federico Cristiano II, duca di Augustenborg, come pure per il teatro con la musica. Nel 1788 incontrò il giovane autore Jens Baggesen, ed i due collaborarono all'opera Holger Danske, che debuttò l'anno successivo, causando la "Faida Holger", a seguito della quale Kunzen lasciò temporaneamente il Paese. Per i successivi due anni visse a Berlino.
Dal 1792 fino al 1794 lavorò come direttore musicale del nuovo Teatro Nazionale di Francoforte, dove mise in scena Don Giovanni e Il flauto magico di Mozart. Durante il suo soggiorno a Francoforte sposò una delle principali cantanti dell'epoca, Johanna Margaretha Antonetta Zuccarini (1766-1842).
Nel 1794 lui e sua moglie si trasferirono a Praga, dove lavorò come regista d'opera; l'anno successivo gli fu offerta la carica di direttore musicale dell'Orchestra Reale di Copenaghen; accettò immediatamente e ritornò con la moglie alla sua amata città nel 1795. I suoi obblighi erano numerosi, il suo stipendio povero e il suo entusiasmo per Mozart fu accolto con scetticismo provinciale. Di conseguenza, Così fan tutte fallì clamorosamente nel 1798. Tuttavia ebbe successo con Don Giovanni (1807) e Il ratto dal serraglio (1813).
Oltre a una composizione occasionale per la corte e la città, compose l'oratorio Opstandelsen (La Resurrezione, 1796), il Grand Opera Erik Ejegod (1798), e vari inni e Singspiel. Nel 1809 fu nominato professore e nel 1811 fu onorato come un Cavaliere dell'Ordine della Dannebrog e nominato membro della Reale Accademia Svedese di Musica.
Il 28 gennaio 1817 fu colpito da un ictus e morì dopo una discussione con Jens Baggesen su una controversia per plagio riguardante l'opera Trylleharpen (L'Arpa magica), che era stata eseguita nel 1806 a Vienna e Amburgo in tedesco col titolo Ossians Harfe, ma senza successo.